# Macrodactylus nigritarsis
Macrodactylus nigritarsis är en skalbaggsart som beskrevs av Max Gemminger och Edgar von Harold 1869. Macrodactylus nigritarsis ingår i släktet Macrodactylus och familjen Melolonthidae. Inga underarter finns listade i Catalogue of Life.